# Jean-Marc Albert
Jean-Marc Albert est un historien français, né à Grasse le 28 novembre 1971, spécialiste de l’histoire culinaire et des comportements alimentaires de l'Antiquité à nos jours.

## Biographie
Né à Amiens, il étudie au collège Sagebien avant de poursuivre au lycée jésuite de la Providence à Amiens, puis il continua son cursus scolaire à Henri-IV pour le finir à l'Université de Picardie.
Jean-Marc Albert est agrégé et enseignant d'Histoire. Il est Professeur d'Histoire de Premières Supérieures en cpge, chargé d'enseignement à l'Institut catholique de Paris, chargé de cours à l'Université de Marne la Vallée et intervenant à l'Université Columbia (NYC). 
Son ouvrage Aux tables du pouvoir : des banquets grecs à l'Élysée, paru en 2009 chez Armand Colin, rencontre un certain écho dans les médias,,. Il y décrypte les relations entre la table et les hommes de pouvoir.
Ses thèmes de recherche de prédilection sont les liens entre la table et l'exercice du pouvoir à la cour des rois de France à l'époque moderne.

## Publications
- Petit Atlas historique du Moyen Âge, Armand Colin , 2007 (réédition en 2018)[6].
- Géopolitique de la mer, CESA, 2008.
- Aux tables du pouvoir : des banquets grecs à l'Élysée, Armand Colin, 2009[1],[2],[3].
- La puissance indienne, CESA, 2010.
- Amiens, la grâce d'une cathédrale, La Nuée bleue , 2011, publication collective sous la direction de Mgr Jean-Luc Bouilleret, évêque d'Amiens.
- La France du XVIIe siècle, Armand Colin, 2012.
- Les batailles qui ont dé(fait) l'histoire, CESA, 2013.